# 奈于加德索克斯利峰
61°36′37″N 8°44′00″E / 61.6102°N 8.7332°E
奈于加德索克斯利峰是挪威的山峰，位於該國東南部內陸郡，處於洛姆，距離首都奧斯陸220公里，屬於尤通黑門山脈的一部分，海拔高度2,020米。